# 狛犬

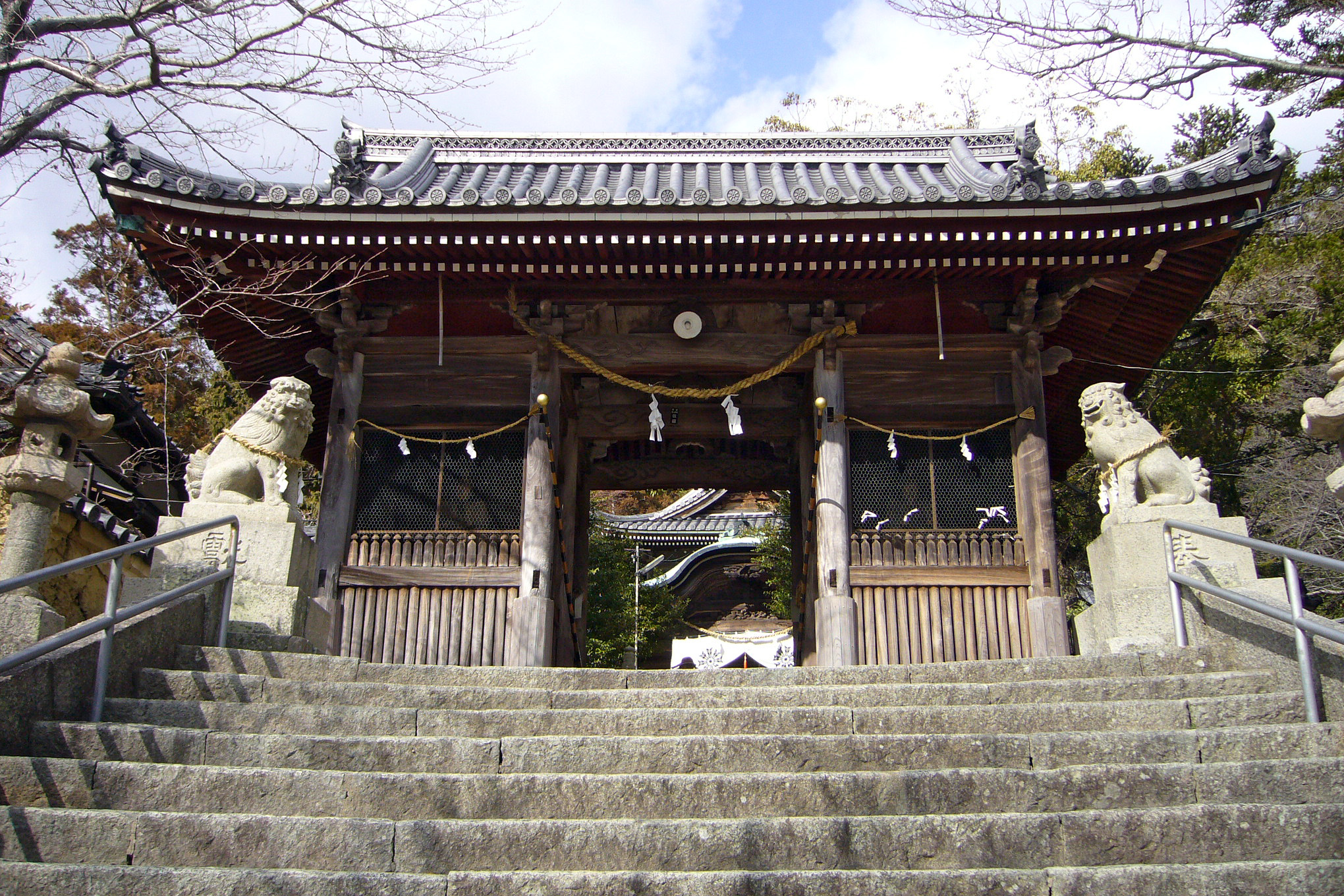
大避神社（兵庫県赤穂市）神門前の狛犬。向かって右が阿形、左が吽形。

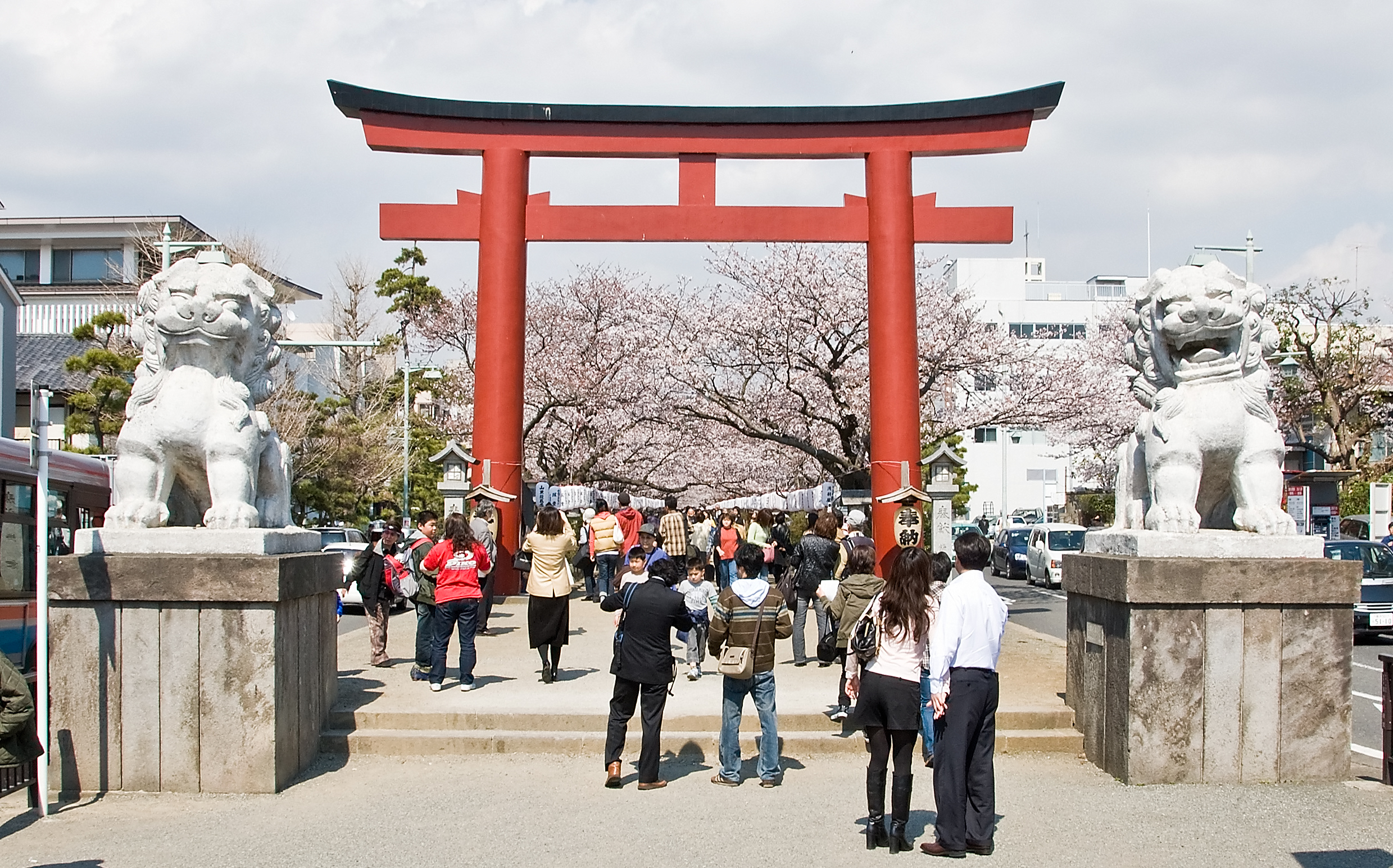
一対の狛犬。いずれも獅子の特徴を有している（鎌倉）。

狛犬（こまいぬ）とは、獅子に似た日本の想像上の動物。像として神社や寺院の入口の両脇、あるいは本殿・本堂の正面左右などに一対で向き合う形、または守るべき寺社に背を向け、参拝者と正対する形で置かれる事が多い。阿吽で一対とされていることが一般的である（阿形が向かって右、吽形が左のことが多い）。
中国から伝わったライオンを元にした霊獣・獅子に由来しており、一対の2体両方を指して獅子あるいは狛犬と呼ぶ場合と、一対の内一方が角を持つなど獅子とは異なる姿をしておりそちらのみを狛犬と呼ぶ場合（一対を呼ぶ場合「獅子・狛犬」となる）がある。狛犬の姿は獅子に近い場合や日本犬をモデルにしている場合など多様であり、姿勢も蹲踞が基本形だがそれに限らず後ろ足を上げるなど様々で、玉を持つ場合や子獅子が付随する場合もある。
像が屋外に置かれることが多い今日では石製が大半だが、金属製や陶製のものもある。古くは屋内に置かれることが多かったため、現存する平安・鎌倉時代のものはほとんどが木製である。

## 概要

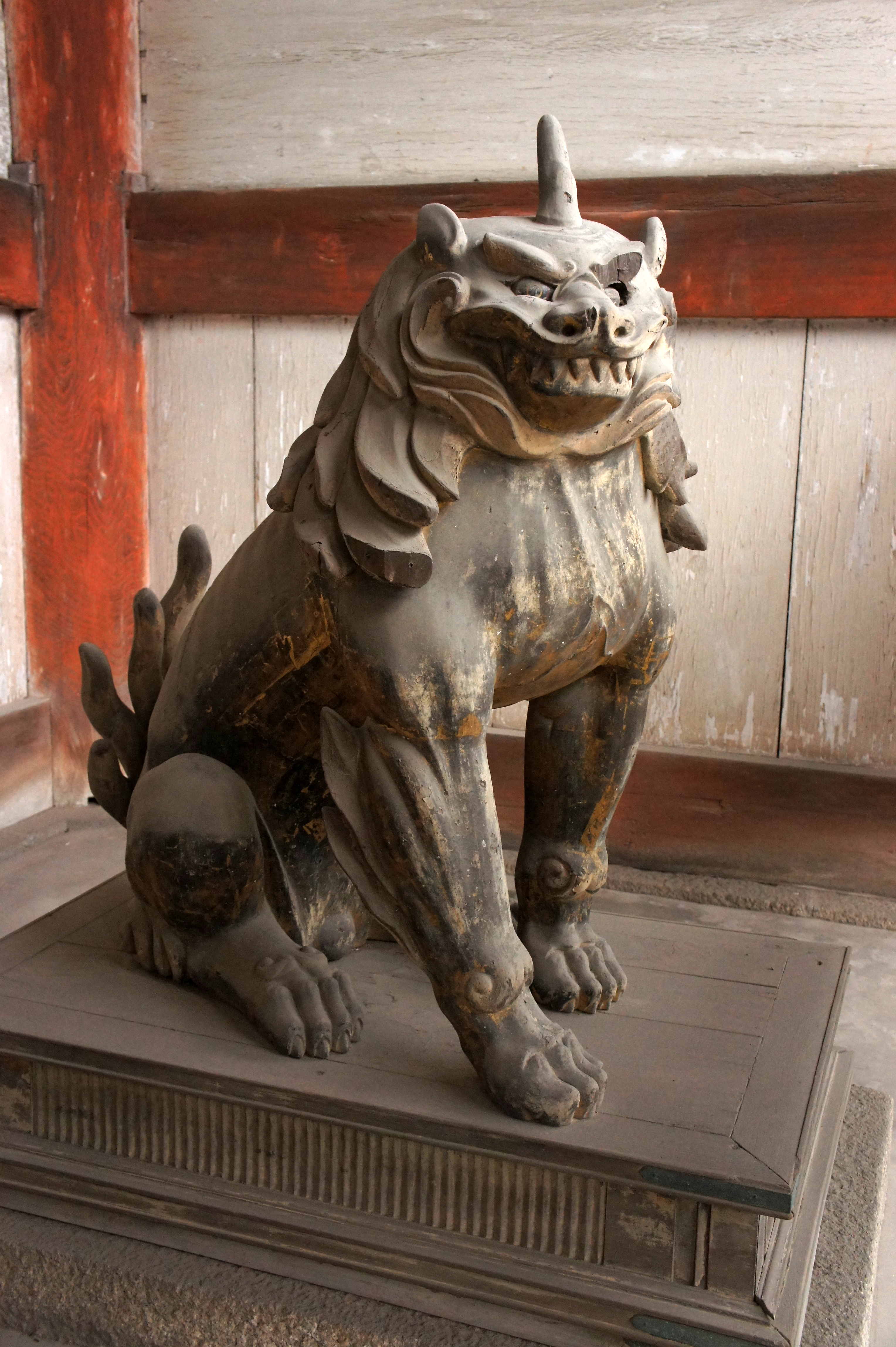
吽形の狛犬（仁和寺）

狛犬のように神域を一対の霊獣で守護するという思想は、漢代の中国に一対の獅子を墓前に置く例があるように、中国から伝来したものと考えられている。獅子のモデルとなったライオンは中国には生息していないことから、狛犬の源流はさらに古代オリエントにおいてライオンを神聖視し、その彫刻を玉座や城門・墓に配することで守護の力を得ようとしたことに遡ると考えられている。

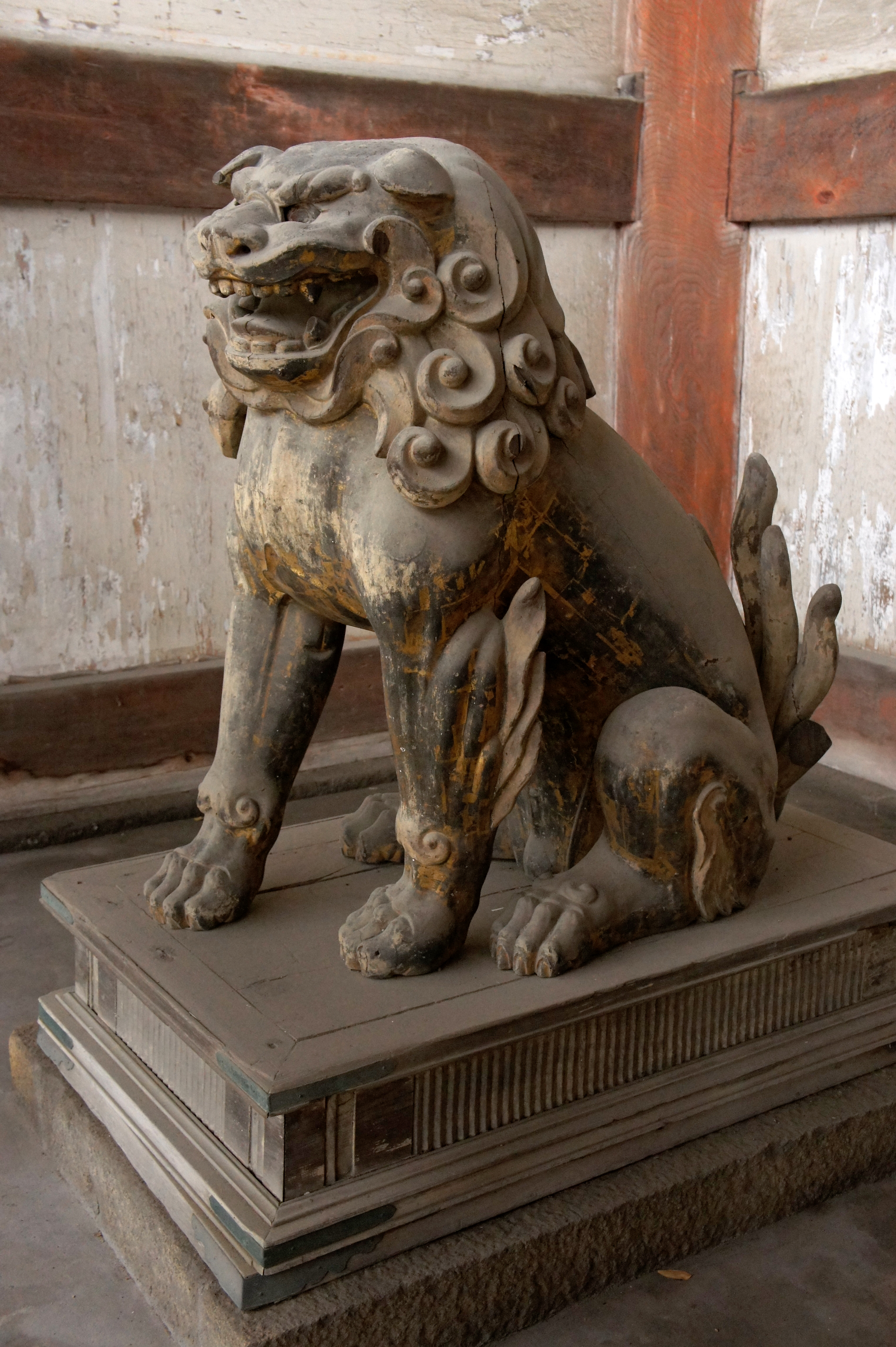
阿形の獅子（仁和寺）

日本における狛犬は、2体とも獅子と同じ姿であることや、一対を指して獅子と呼ばれることがある。しかし、2体の一方を獅子、他方をそれとは異なる霊獣として狛犬と呼んで区別する例も存在する。獅子と狛犬に外見上の差異がある場合には、獅子が無角、体色は黄色または金色でたてがみは緑色で巻き毛、耳は垂れ耳で表現され、狛犬が一本の角を持ち、白色または銀色の体色でたてがみは青色、耳は立耳で表現されるのが代表的である。ただしこの例にあてはまらない場合もきわめて多い。狛犬が獅子と異なり角を有することについては、「兕」という霊獣と結びつけられて説明されている（後述）。
一対の狛犬について、阿吽は陰陽であるから阿は雄で吽は雌とも、角があることから吽が雌であるとされることもあるが、たてがみがオスのライオンであることを示しているように本来はいずれも雄であり、平安・鎌倉時代の木造獅子・狛犬には両方が雄のシンボルを備えている場合もある。江戸時代の狛犬では向かって右の阿形を雌としている場合が多い。
狛犬の呼称は、魔除けとして用いたところから「拒魔（こま）犬」と呼ばれるようになったとする説もあるが、「高麗犬」「胡麻犬」と表記されることもあるように高麗、すなわち朝鮮と結びつける見解が一般的である。中国の獅子が朝鮮半島を経由して日本に伝来したことから高麗の犬、すなわち「こまいぬ」と呼ぶようになったととされる。他方、狛犬の祖型は中国から直接伝わったもので、獅子を中国本来の霊獣、それと対になる狛犬を中華以外の夷狄の霊獣とみなしたために「こまいぬ」と呼ばれるようになったという見解もある。「高麗」を中国以外を指す語として用いたものには西域の音楽を含む「高麗楽」などがあり、獅子を上位である左に置くこととも合致する。
「狛」の漢字については、高句麗の旧地である「濊貊」に由来するという説がある。
近世から現代にかけて、各地の寺社に膨大な数が造られており、形態にもさまざまなものがある。獅子・狛犬の有無も神社によりさまざまで、都道府県別の設置率例を挙げると京都府内の神社で約50%、大阪府内の神社で約78%、東京23区内の神社で約43%などとなっており、全国平均では約59%の神社に設置されている。

## 姿

### 獅子と狛犬
現在では1対の神獣両方を指して「狛犬」または「獅子」と呼ばれることが多く、両者同様の姿をしている場合も多いが、平安時代の文献には一方を「獅子」、他方を「狛犬」と呼んで区別し、それぞれ異なる姿をしていると記述するものがある。『類聚雑要抄』では「左獅子、於色黄口開、右胡麻犬、於白不開口、在角」とされており、『禁秘抄』に「師子狛犬在帳前前北。左師子」、『皇代記』に「金銀師子狛犬」とあるように獅子と狛犬は異なる姿をした別の霊獣とされている。ただし、平安時代にも『江家次第』のように「獅子形二」として両方を同じものとして扱う文献もある。
これらの文献のように向かって右の獅子を金（黄）色、無角、阿形で、向かって左の狛犬を銀（白）色、有角、吽形で表現する例が多く、明治天皇の即位式で用いられた獅子・狛犬がこれに合致する。他方で上のような例とは異なる点を持つ獅子・狛犬はきわめて多く、大宝神社の狛犬（鎌倉時代、重要文化財）は向かって右の阿形を金、左の吽形を銀色としているが、いずれも無角である。大宝神社の狛犬は阿吽の差異として体色の他に尾やたてがみの色を阿形は緑青、吽形は群青としている。このほかの外見上の差異としては、大国魂神社の狛犬（鎌倉時代、重要文化財）のように阿形は巻毛・垂耳で、吽形は直毛・立耳で表現されていることもある。

また阿形を向かって左、吽形を向かって右に置く例として、宗像神社の木造狛犬（桃山時代、重要文化財）が存在し、阿吽両方が角を有する例として藤崎八旛宮の木造狛犬（室町時代前期）がある。

### 兕

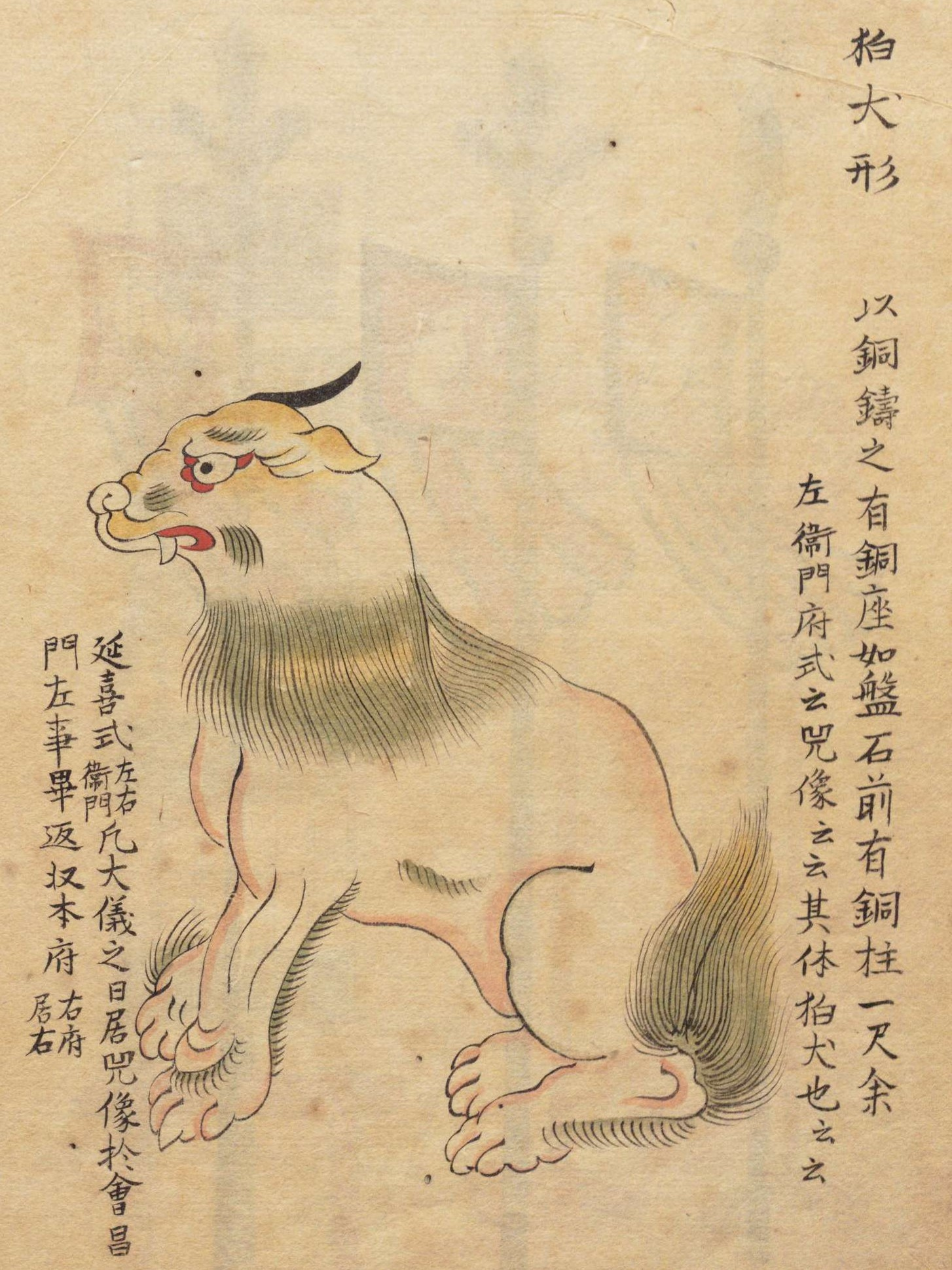
『文安御即位調度』より「狛犬形」。兕像の姿が狛犬と同じだとされている。

角を持った姿の狛犬は、中国の伝説上の動物・兕（じ）に由来するという説がある。兕については『延喜式』治部省式に記述があり、「形如牛、蒼黒色、或青色、有一角、重二千斤」とされている。その皮は堅厚で甲を作るとも言われる。天皇の即位式に際は兕の像が2体置かれ、『延喜式』左衛門式には、「凡大儀之日、居兕像於昌門左、事畢返牧本府〈右府居右〉」とある。『文安御即位調度図』では兕像の絵を示しつつ「其躰狛犬也」と記述している。『伊呂波字類抄』の「犀」には一名兕犀とあることから、「兕」は「さい」と訓じられていたとも考えられる。
狛犬をそのほかの霊獣とみるものもあり、『神明憑談』では獅子より勇猛な「狻」であるとしている。『和訓栞』では狛の国から来た「犴」であるとしている。滝川政次郎による法の番人である角を持った獣・獬豸に由来するという説もある。伊東忠太は角がある方が「豸」で角のない方が「天禄」であるという説を紹介している。天禄は墓陵や王宮の前に「辟邪」と一対で置かれた霊獣で、1本の角がある方が天禄で2本の角がある方が辟邪とされる。また『説文解字』の「獏」に狛ともあることから獏を指す可能性も指摘されている。
国学者からは神社に置かれる狛犬を外来の霊獣とみることに否定的な説も提唱された。神功皇后による三韓征伐に際し、三韓が犬の如く服従することを約したことを「高麗犬」として後世に遺したという説や、火闌降命が彦火火出見尊に降参した後、その子孫が代々宮門を狗人として守るようになったことに由来するという説である。

## 歴史

### 獅子座の思想

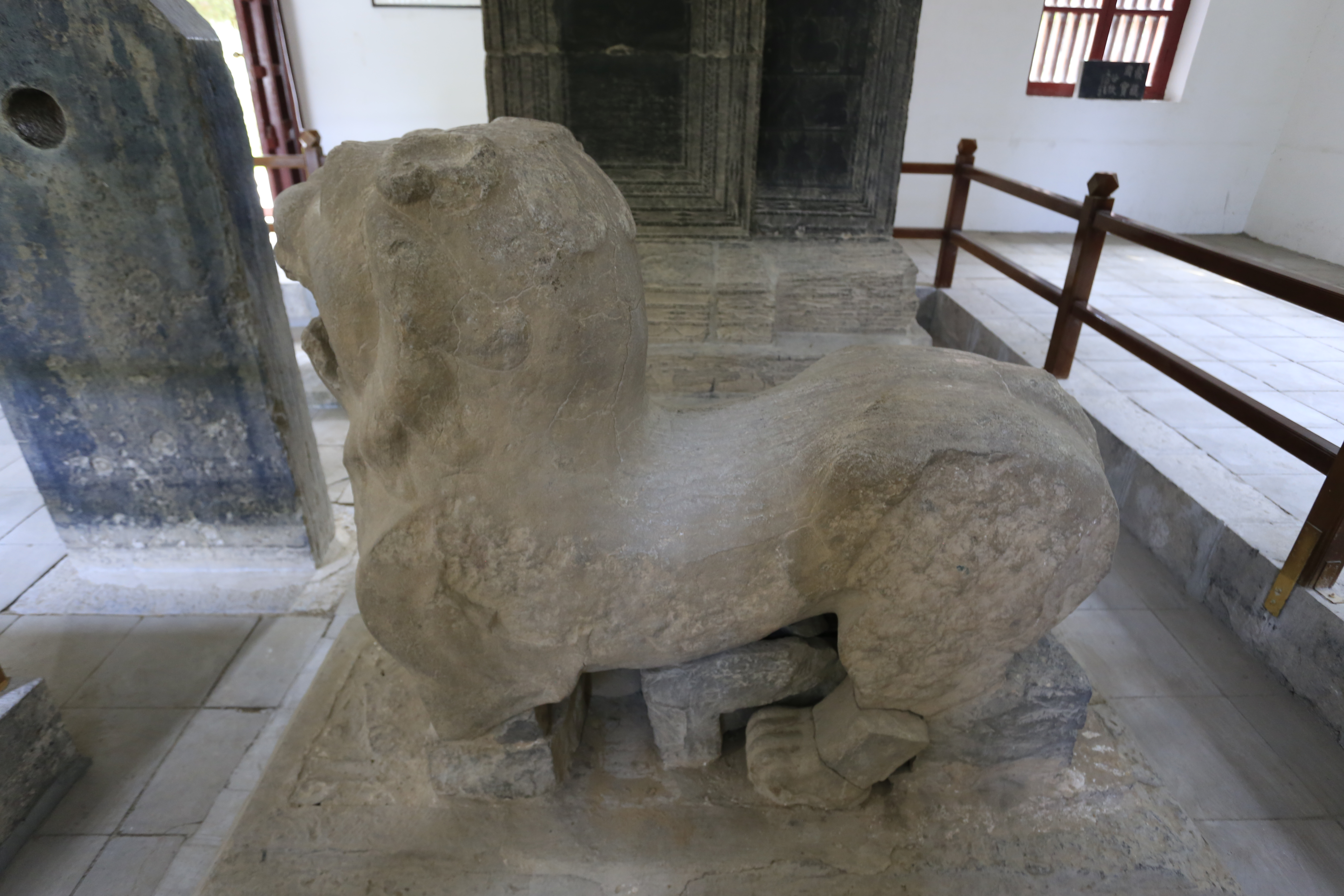
中国、武氏祠の石獅子（後漢代）。

狛犬の源流は、古代から神獣として重視されてきたライオンであると考えられている。古代オリエントやエジプトではライオンを王権に結びつけ、玉座や城門・墓にライオンの彫刻を備えることでその霊力による守護を受けようとする「獅子座の思想」が生じ、これが中国へと伝わった。獅子座の思想は有翼の合成獣としてグリフォンやスフィンクスを生み出したほか、ミケーネ遺跡の獅子門やヒッタイトの首都・ハットゥシャのライオンの門などの遺物を残した。中国では後漢代の武氏祠、高頤墓などに石獅子が現存しており、大倉集古館は銅雀台出土と伝わる石獅子を収蔵している。

### 仏教と狛犬

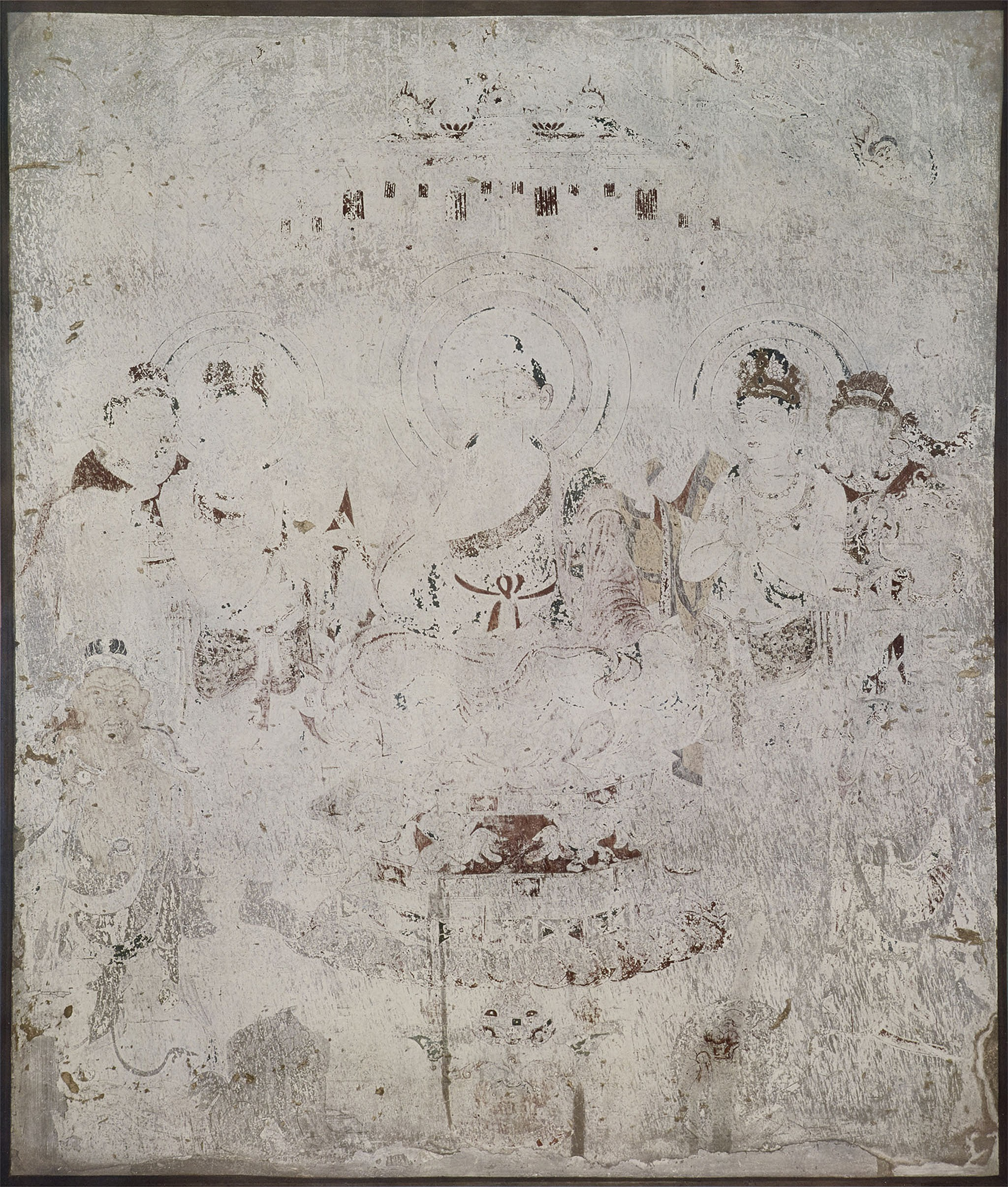
法隆寺金堂9号壁画（7世紀）

獅子座の思想がインドにも伝わると、アショーカ王柱頭獅子彫刻やバールフットの柱頭などのライオン彫刻が作られ、さらにクシャーナ朝で仏像が作られるようになるとその思想は仏教と結びつき、マトゥラー美術では獅子座に乗った仏像が多く作られた。現在の日本でも見られる仏教における獅子座の思想の影響としては、文殊菩薩が獅子に載った姿で表されることが挙げられる。
仏教に取り込まれた獅子像は中国を経て日本に伝来した。蹲踞の姿勢をとる一対の獅子の図像として日本で最古のものは、7世紀に再建された法隆寺金堂壁画に見えるものである。
現在では狛犬は阿吽の一対の形状であることが多いが、これは阿吽が梵語に由来するように、仁王と同様に仏教に起源を有するものである。古代中国の石獅子は1対となっているものでも開口しているものが多く、唐代以降仏教の影響により阿吽の形をとる石獅子が確認できるようになる。ただし狛犬が仏教の影響により阿吽の形をとるようになったのは日本独自の発達とみる説もある。
日本の石造狛犬として最も古いとみられているのは東大寺南大門の石獅子（重要文化財）で、『東大寺造供養記』によれば建久7年（1196年）宋人によって中国から石を取り寄せて作られたとされている。この石獅子は角張った顎や飾帯、台座の文様などに宋の様式が強く表れており、2体とも口を開けており阿吽の形態をとっていない。

### 調度としての獅子・狛犬

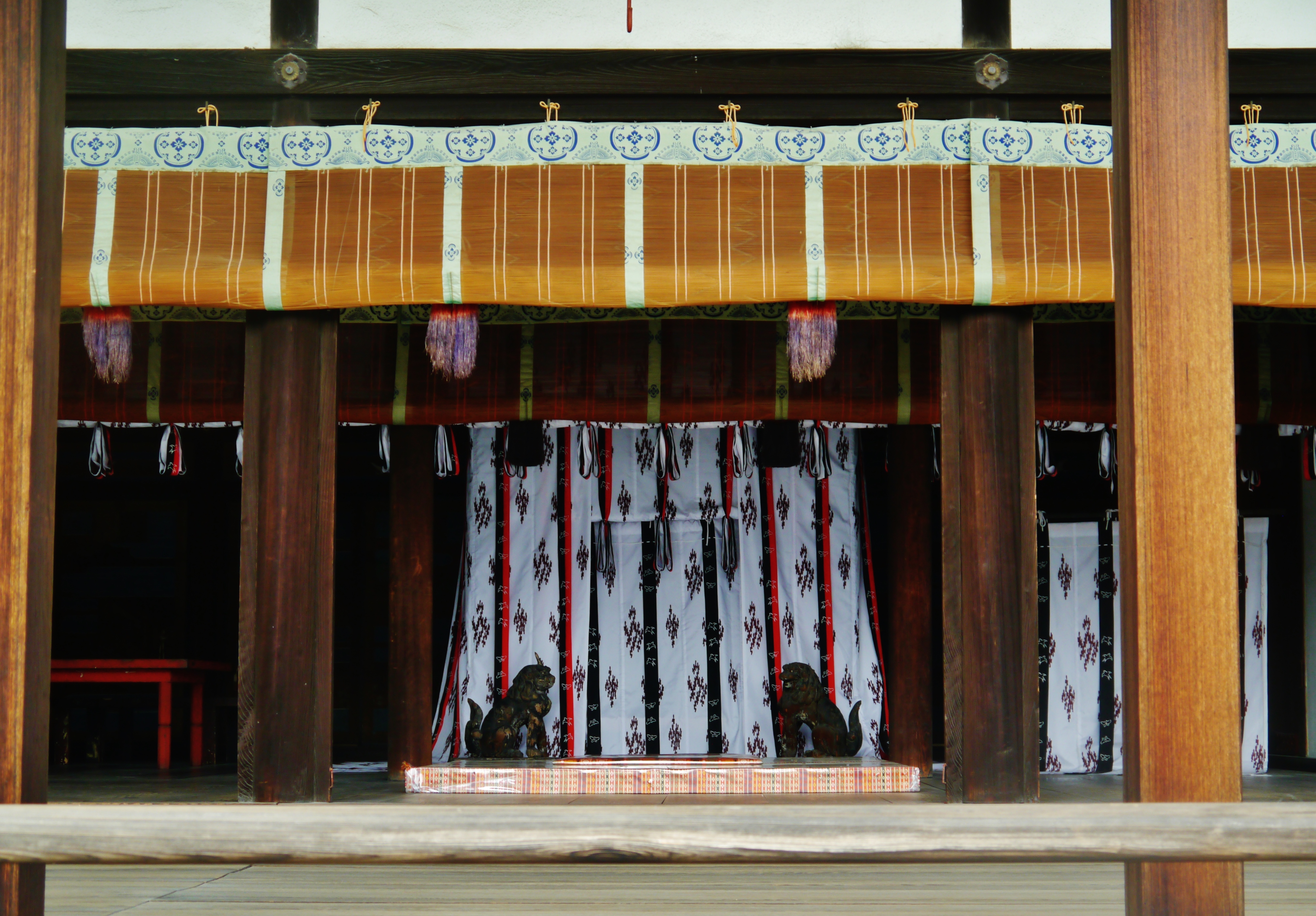
御帳台の左右に置かれた獅子・狛犬（京都御所）。

「獅子座の思想」は、日本においては天皇の即位式で獅子・狛犬を置くという形で現れた。紫宸殿内の賢聖障子の中央にも一対の獅子・狛犬が描かれている。また宮中では几帳・屏風などの鎮子として獅子・狛犬が用いられた。『宇津保物語』蔵開 上に「大いなる銀（しろかね）の狛犬四つに同じ火取据ゑて、香の合せの薫物（たきもの）絶えず焚きて、御帳の隅々に据ゑたり。」とあり、「狛犬四つ」とあることからこの時点では獅子と狛犬2つで1組となっていないという指摘もなされている。
「獅子・狛犬」という呼び方で一組の調度として記録している文献は『枕草子』『栄華物語』などがあるが、前述の『江家次第』のように2つをまとめて師子形と呼ぶ例もあり、『権記』『小右記』は「師子形」としている。
『禁秘抄』には「凡宮中に毎度屏風を立てらるゝ事あり。其時にも屏風の下に置て動かざらしむる鎮子といふものあり。金銅の獅子也」とあり、その機能上金属製のものだったとみられる。鎮子としての機能を有したとみられる狛犬としては、平安時代の春日大社の銅狛犬（国宝「若宮御料古神宝類」のうち）が現存している。

### 神道と狛犬

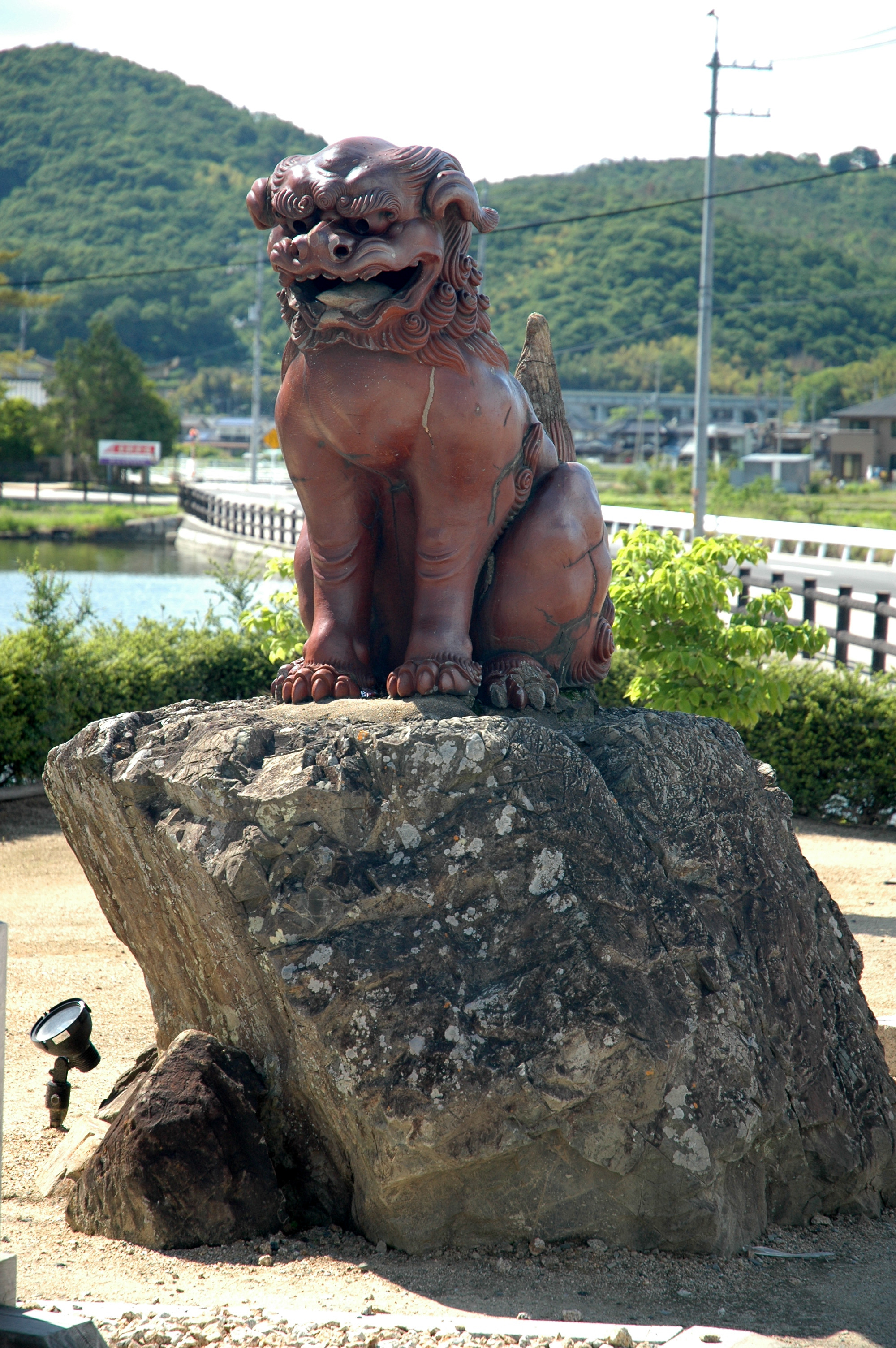
備前焼の狛犬（吉備津彦神社）。

狛犬が神社に置かれるようになったのは、神像の発生と同時期とみて、奈良時代ごろからという説がある。現存する狛犬で最古は平安時代の木製のものとなる。文献上獅子・狛犬を神前に置いたという最も古い記録は、『皇代記』長暦3年（1039年）5月19日の後朱雀天皇による伊勢奉幣で「金銀師子狛犬」を奉ったというものである。なお現在の伊勢神宮には狛犬は存在していない。
獅子・狛犬は当初本殿内に置かれたもので木造で小型だったとみられるが、次第に軒下に置かれるに伴い大型化、さらに屋外に置かれるに至り石でより大きなものが作られるようになった。当初の木造狛犬は仏師が朝廷・貴族から依頼を受けて制作していたとみられ、鎌倉時代には仏像と同様に寄木造り・玉眼の技法も使われるようになった。
鎌倉時代以降、尾張・美濃の瀬戸窯で陶製狛犬が作られるようになったが、神社に奉納されたものの多くは小型で、庶民による奉納と考えられる。他の窯業地域で陶製狛犬が作られた例としては、近世以降備前焼の狛犬（瀬戸窯系より大型）が岡山およびその周辺地域で奉納されたのを除けば、ほとんど見られないものである。備前焼の狛犬は同地では「宮獅子」と呼ばれており、紀年銘のあるものでは貞享3年（1686年）の岡山県指定文化財の1対が最も古い。根津美術館所蔵の「瀬戸獅子香炉」も本来は陶製狛犬であり、千利休が打欠いて香炉に仕立てたという伝承がある。
江戸時代以降は庶民の奉納による石の狛犬の例が増え、その形態も子獅子を連れたものや玉を持ったものなど多様化していく。近代以降官国幣社が整備されるとそれらの社頭には大宝神社の狛犬（重要文化財）をモデルとした力強い狛犬が置かれたが、民間では依然個性ある形態の狛犬が置かれることが多かった。しかし昭和初期に国民精神の昂揚が叫ばれると民衆も復古主義に近付いたのか民間でも大宝神社系の狛犬が多く作られるようになった。

## 舞楽としての狛犬

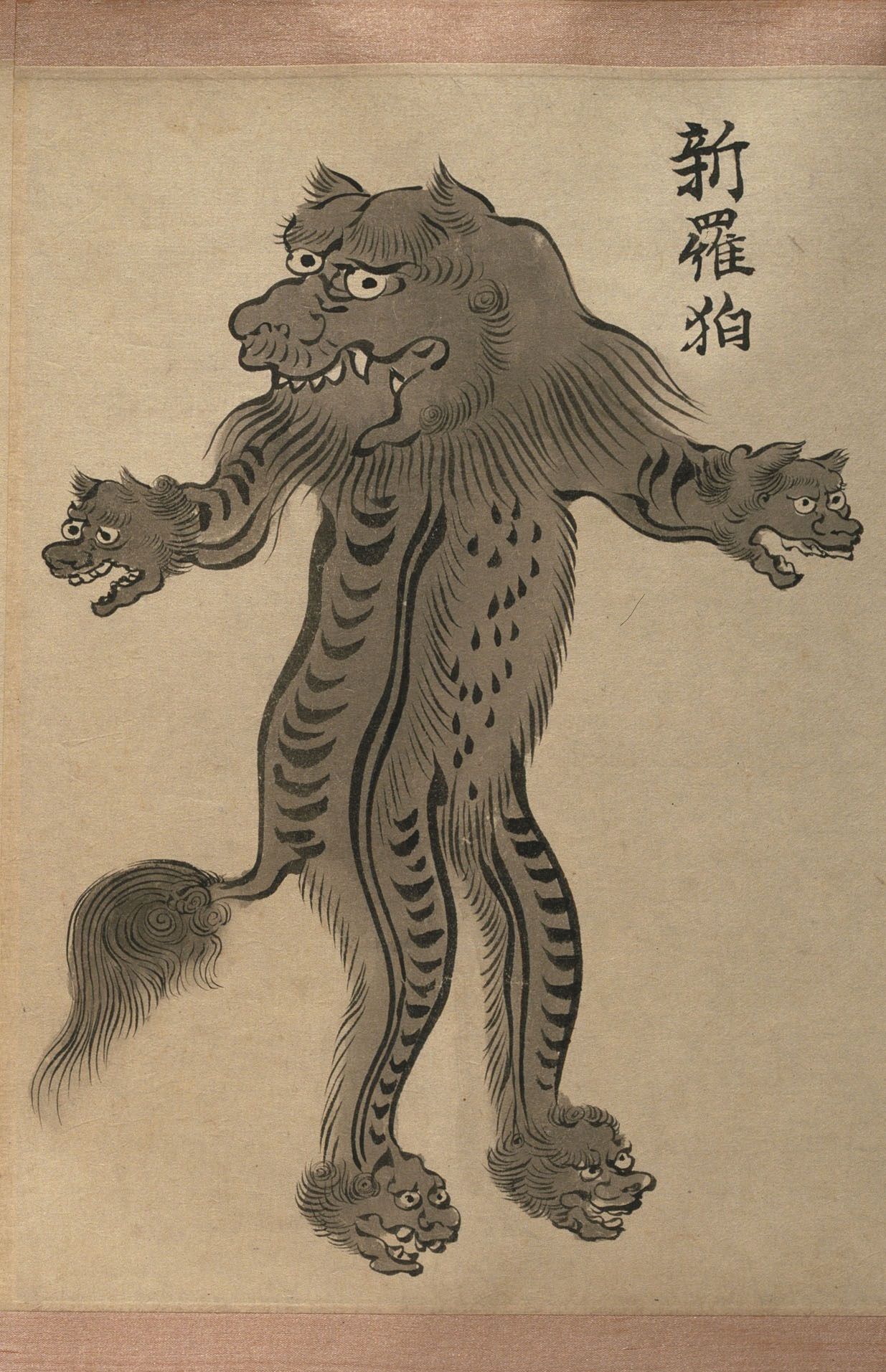
『信西古楽図』より新羅狛。

『倭名類聚抄』には「高麗楽曲、狛犬」、『楽家録』には「高麗曲高麗壱越調、狛犬」とあることから、狛犬という舞楽が存在したものとみられる。『教訓抄』や『舞楽要録』によれば相撲節会の際に「狛犬」の歌が用いられたとされている。『信西古楽図』には「新羅狛」の図があり、ぬいぐるみのような格好で踊ったものとみられる。
平安時代には獅子舞と同様に狛犬の舞も存在したものとみられ、『枕草子』221段や278段には獅子、狛犬が踊り舞ったことが見える。また延暦20年（801年）の『多度神宮寺資財帳』に「高麗犬臺頭」、貞観13年（871年）の『安祥寺資財帳』に「狛犬頭二面、同皮二面、同尾二支」とあるように狛犬の舞の用具も存在していたことが確認できる。
現在の獅子頭にも一方が宝珠を頭に載せ、他方が一本の角を有するものがあるが、角のある方は古くは狛犬として獅子と対になって舞っていたとする推察もある。

## 文化財指定を受けている狛犬

### 石造狛犬
- 彌彦神社狛犬 1対（登録有形文化財） - 新潟県彌彦神社、大正5年（1916年）[70]
- 石造狛犬 1対（重要文化財） - 岐阜県日吉神社、天正5年（1577年）[71]、不破光治の建立[72]。
- 石造狛犬 1対（重要文化財） - 京都府由岐神社、鎌倉時代[73]
- 石造狛犬 1対（重要文化財） - 京都府籠神社、桃山時代[74]。社伝では鎌倉時代の作とされ、各地にこれをモデルとした狛犬が存在する[75]。
- 石造獅子〈（伝陳和卿作）／〉 1双（重要文化財） - 奈良県東大寺南大門、鎌倉時代[76]。中国風で阿吽の形態ではないが、各地の狛犬のモデルとなった[48]。
- 石造狛犬 1対（重要文化財） - 福岡県宗像神社、建仁元年（1201年）施入銘[77]
- 石造狛犬 1対（重要文化財） - 福岡県観世音寺、鎌倉時代[78]

### 木造狛犬
- 木造狛犬 1対（重要文化財） - 東京都大国魂神社、鎌倉時代[79]
- 木造狛犬 1躯（重要文化財） - 奈良県奈良国立博物館、鎌倉時代[80][81]
- 木造獅子狛犬 1対（重要文化財） - 東京都谷保天満宮、13世紀[82]
- 木造狛犬 1対（重要文化財） - 石川県白山比咩神社、鎌倉時代[83][84]
- 木造獅子狛犬 1対（重要文化財） - 石川県白山比咩神社、平安時代[85][86]
- 木造狛犬 1対（重要文化財） - 滋賀県大宝神社（京都国立博物館寄託）、鎌倉時代[87][88]。各地の官国弊社の社頭の狛犬のモデルとされた[65]。
- 木造狛犬 1対（重要文化財） - 滋賀県御上神社（京都国立博物館寄託）、平安時代[89]
- 木造狛犬 1対（重要文化財） - 滋賀県白鬚神社、鎌倉時代[90]
- 木造獅子狛犬 1対（重要文化財） - 滋賀県若松神社（大津市歴史博物館寄託）、平安時代[91][92]
- 木造狛犬 1躯（重要文化財） - 奈良県手向山八幡宮、鎌倉時代[93]
- 木造狛犬 1対（重要文化財） - 奈良県薬師寺（東京国立博物館寄託）、平安時代[94]
- 木造狛犬 2対（重要文化財） - 和歌山県丹生都比売神社、鎌倉時代[95]
- 木造狛犬 2対（重要文化財） - 和歌山県丹生都比売神社、鎌倉時代[96]
- 木造狛犬 1対〈（伝運慶作）／〉 （重要文化財） - 京都府八坂神社、鎌倉時代[97]
- 木造狛犬 1対（重要文化財） - 京都府高山寺、鎌倉時代[98]
- 木造狛犬 3対（重要文化財） - 京都府高山寺、嘉禄元年（1225年）[99][100]
- 木造狛犬 1対（重要文化財） - 京都府藤森神社、平安時代[101]
- 木造獅子狛犬 1対（重要文化財） - 京都府教王護国寺、平安時代[102]
- 木造狛犬 1対（重要文化財） - 兵庫県高売布神社、永仁5年（1297年）[103][104]
- 木造獅子狛犬 1対（重要文化財） - 岡山県吉備津神社、南北朝時代[105]
- 木造獅子／木造獅子 1対／1対（重要文化財） - 岡山県高野神社、平安時代[106][107]
- 木造狛犬 14躯（重要文化財） - 広島県厳島神社、平安時代から桃山時代[108]
- 木造狛犬 1対（重要文化財） - 広島県御調八幡宮、鎌倉時代[109]
- 木造狛犬 3躯（重要文化財） - 岡山県吉備津神社（東京国立博物館寄託）、鎌倉時代[110]
- 木造狛犬 1対（重要文化財） - 香川県水主神社、室町時代[111]
- 木造狛犬 1対（重要文化財）- 福岡県宗像神社、桃山時代[112]

### 陶製狛犬
- 古瀬戸黄釉狛犬 1対（重要文化財） - 千葉県香取神宮、鎌倉時代後期から室町時代初期[113]、阿形は昭和51年（1976年）に250円切手の図案として採用されている[114]。
- 陶製狛犬 1躯（重要文化財） - 愛知県深川神社、室町時代[115][116]
- 白磁獅子 1躯（国宝「若宮御料古神宝類」のうち[117]） - 奈良県春日大社、平安時代後期、宋からの渡来品[56]。

### 鉄製狛犬
- 鉄製狛犬（重要美術品） - 栃木県二荒山神社、建治3年（1277年）[118]
- 鉄造狛犬 1対（重要文化財） - 宮崎県高千穂神社、鎌倉時代[119]

### 銅製狛犬
- 銅狛犬 1躯（国宝「若宮御料古神宝類」のうち[117]） - 奈良県春日大社、平安時代後期[56]。

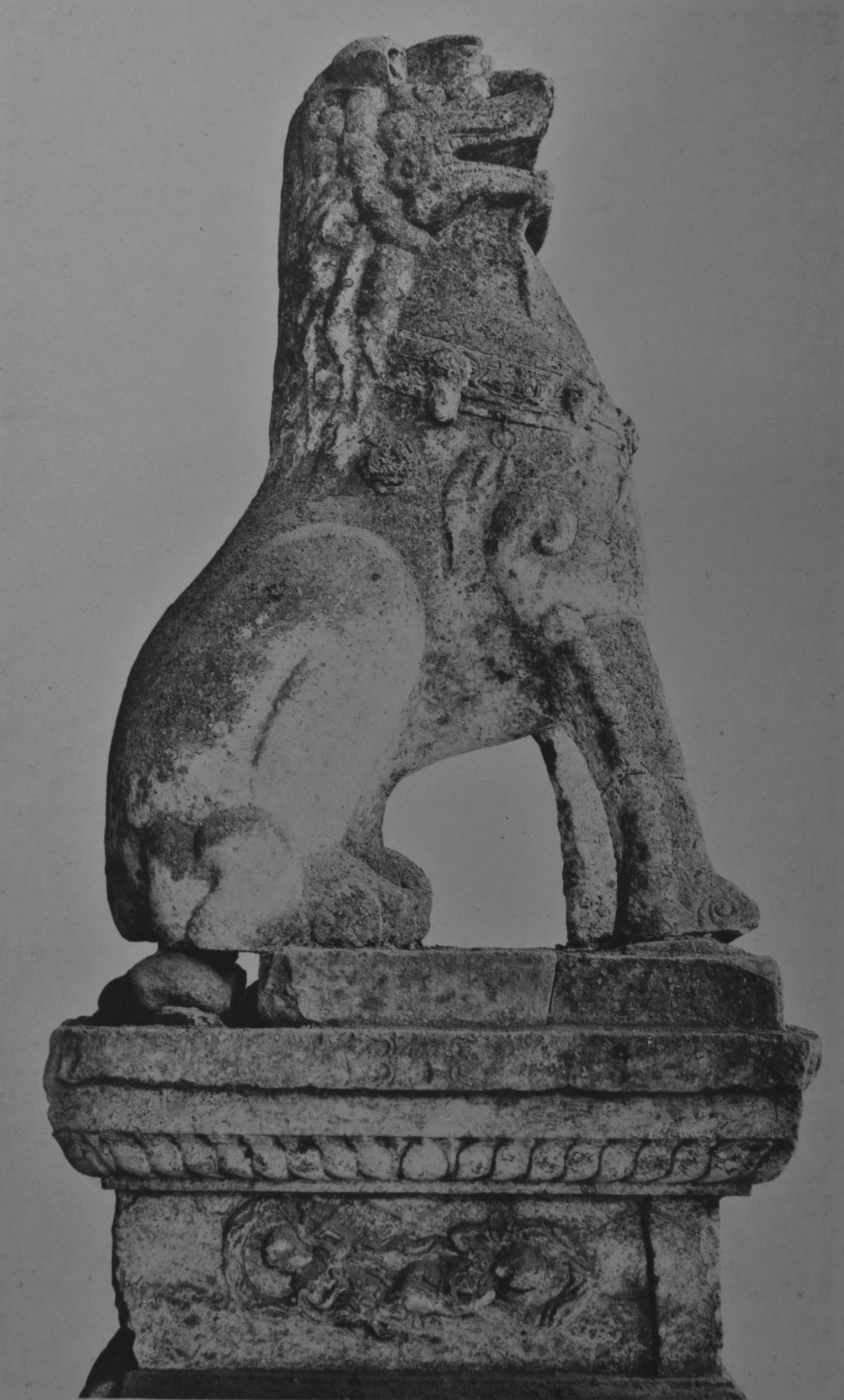
東大寺石獅子
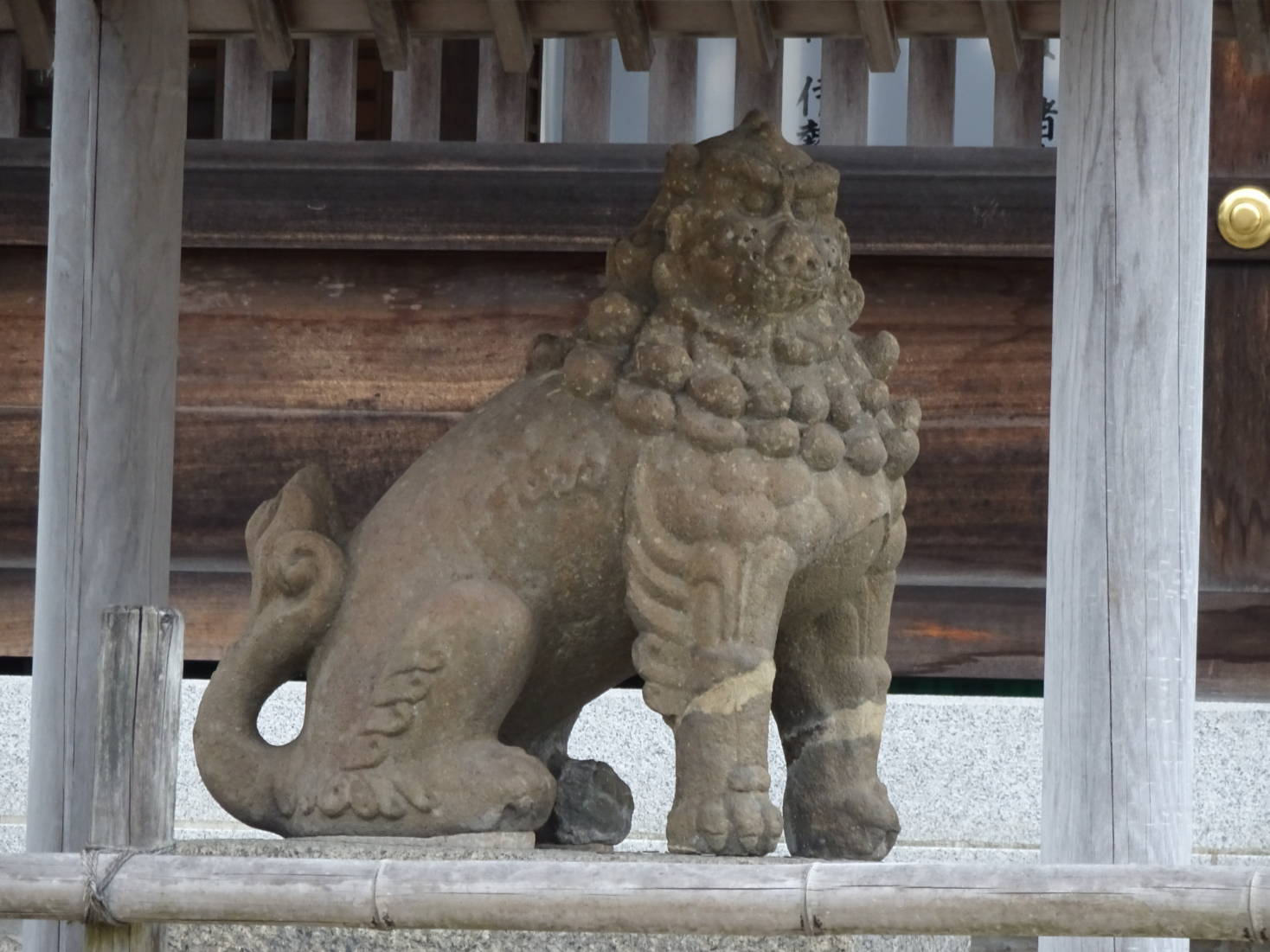
籠神社狛犬（吽形）
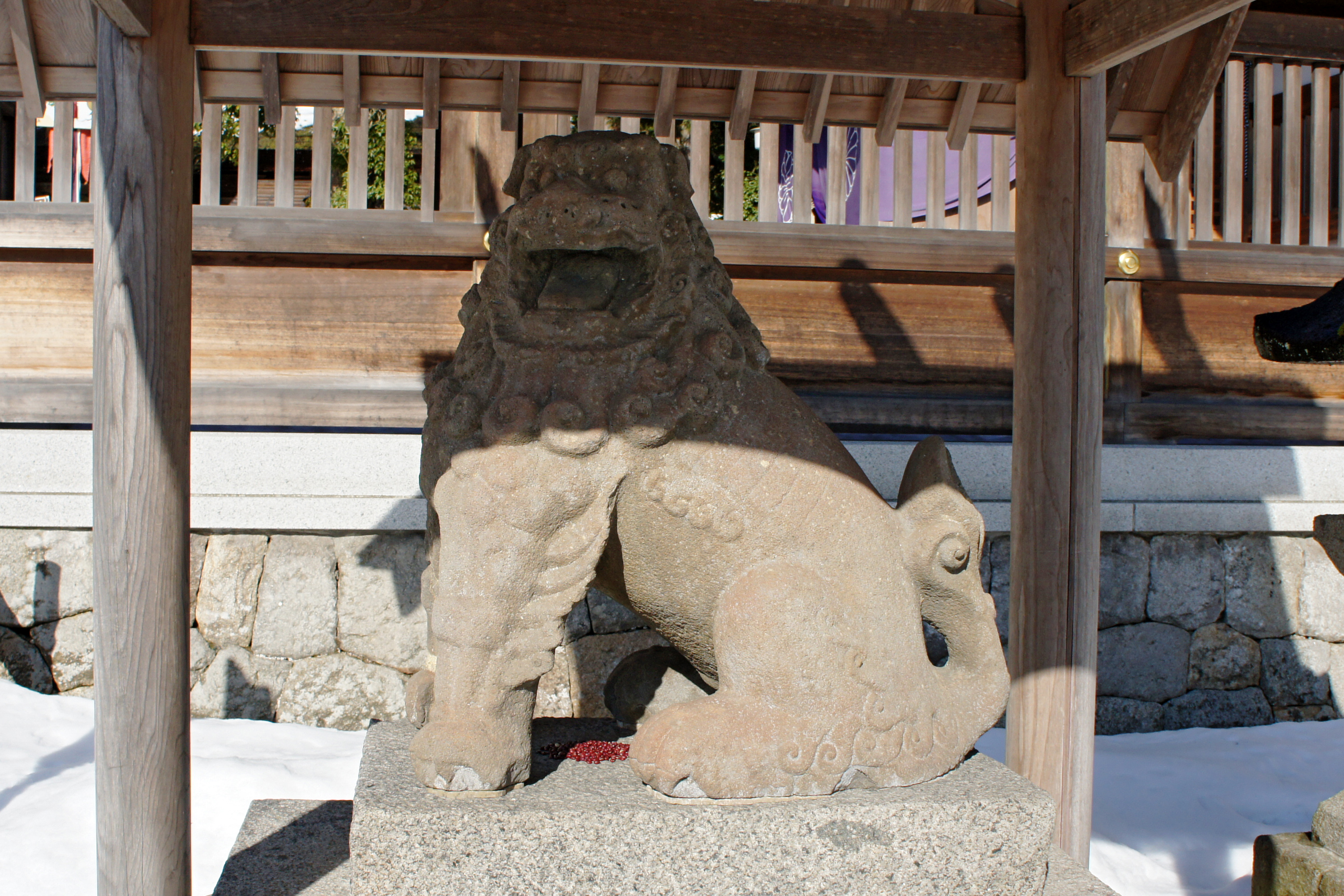
籠神社狛犬（阿形）
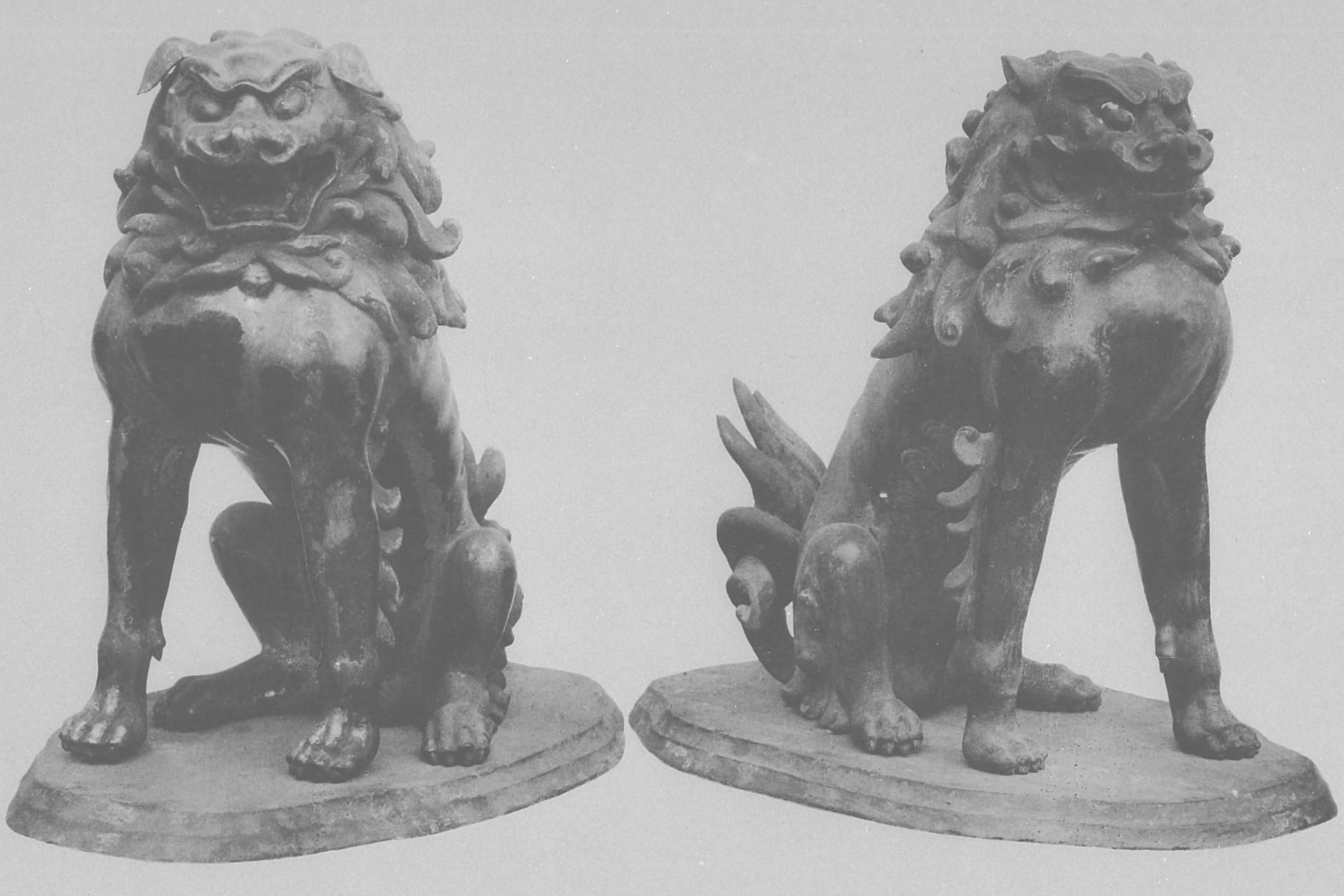
大宝神社の狛犬

## 関連項目

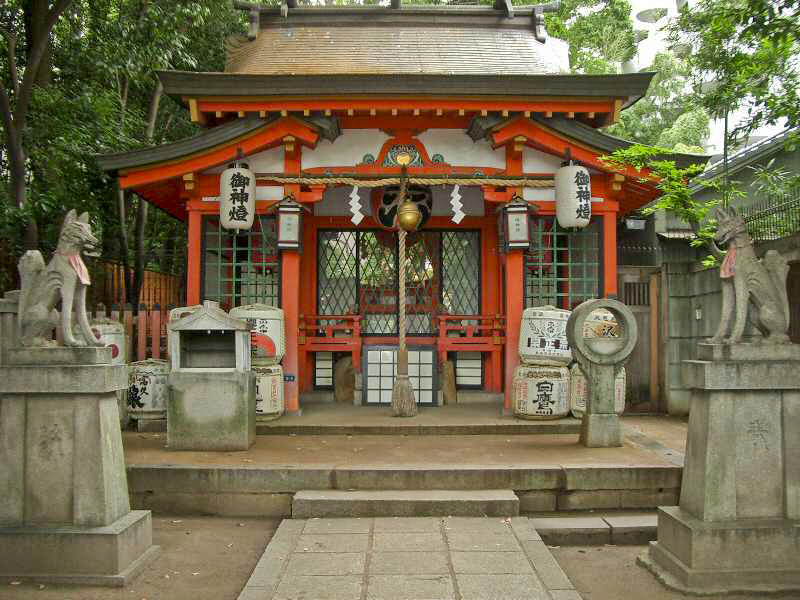
生田神社（兵庫県）境内の稲荷神社の神使（狐）

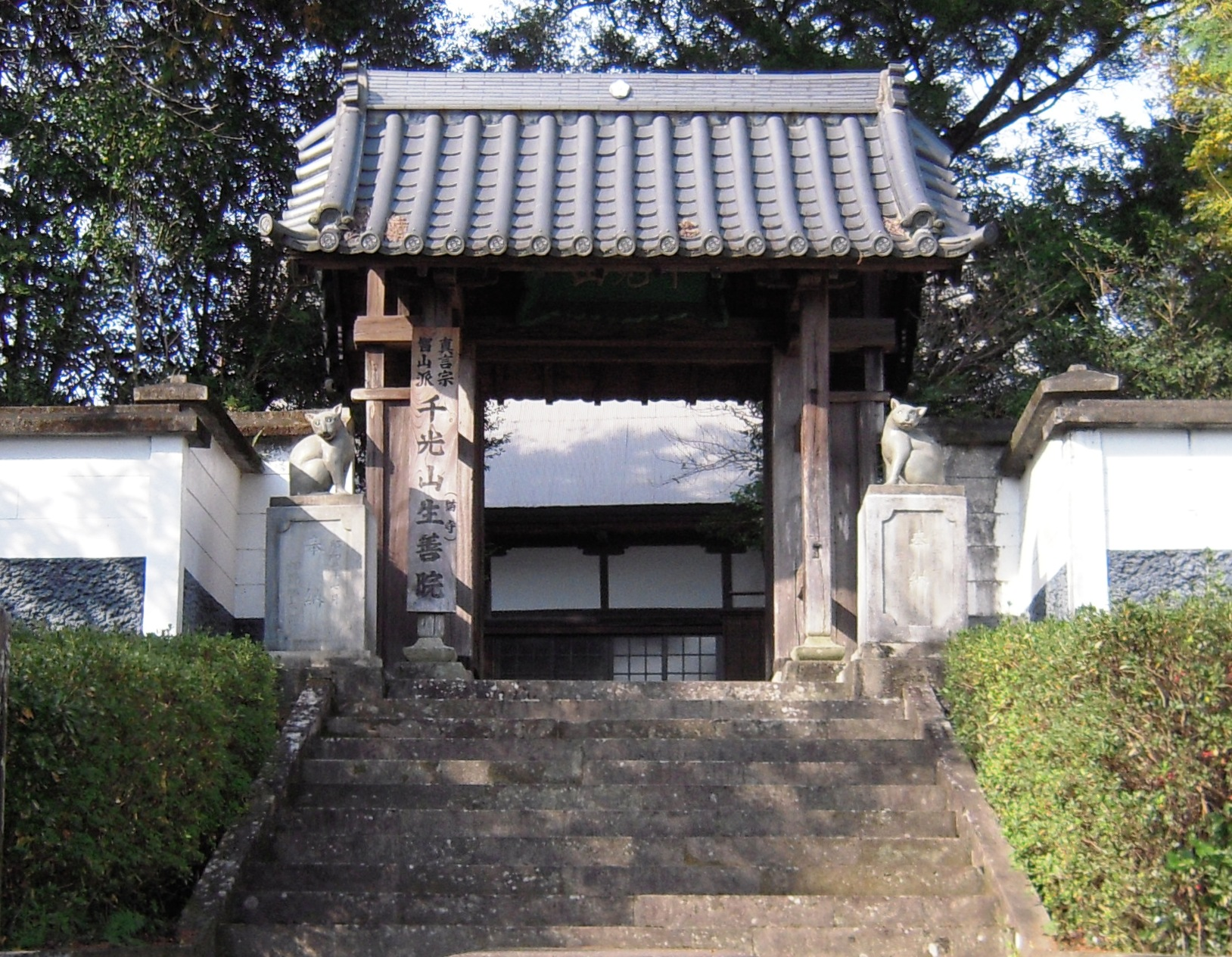
生善院（熊本県球磨郡水上村）の山門前には狛猫がいる

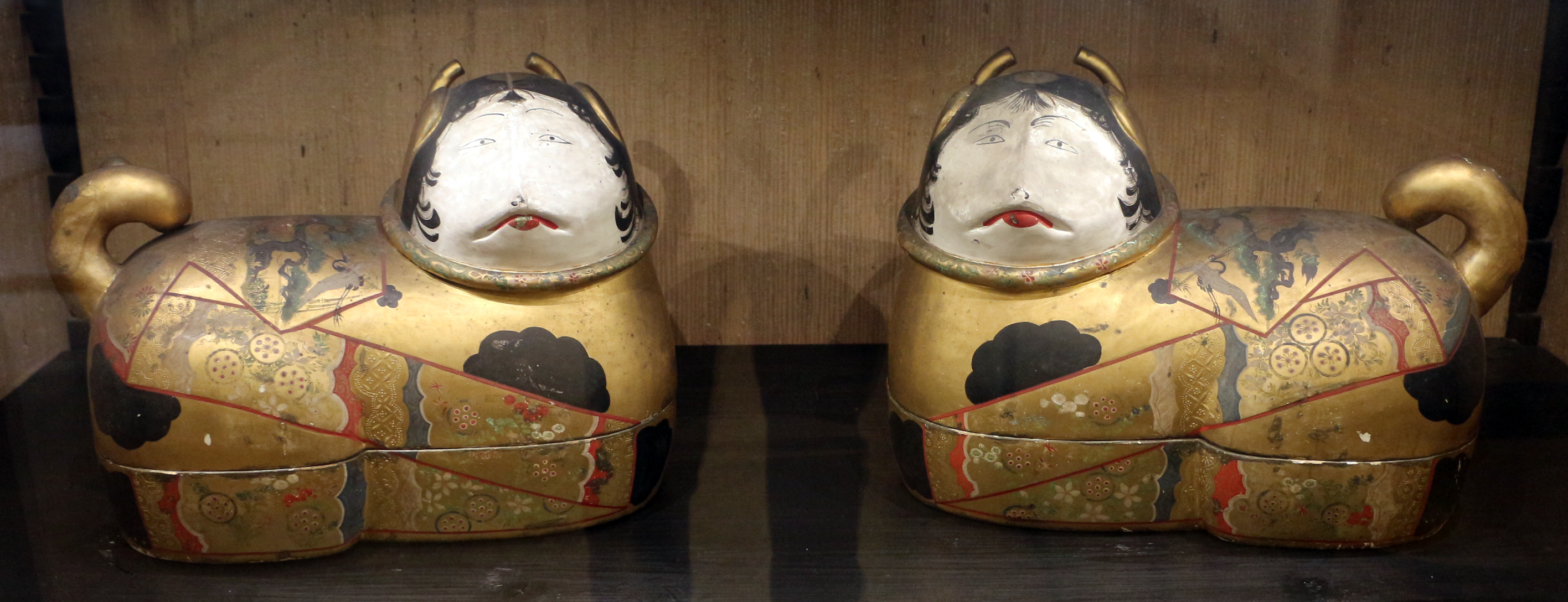
犬筥（江戸時代）

### 神使
神前を守護する狛犬に対して、神の眷属あるいは神の使いは神使と呼称される。

### 類型の邪鬼払い
- 磔狗 - 中国における邪鬼払いの伝統。
- 貔貅 - 狛犬のルーツとも言われる中国の伝承にある獣。
- 犬筥（御伽犬） - 一対の犬の形をした張り子の箱で、魔除けや縁起物の意味がある。

### 狛犬に類似する想像上の獣
- 獬豸（中国）／ヘテ（朝鮮）
- シーサー（琉球）
- ケルベロス（ギリシア神話）
- スフィンクス（ギリシア神話）
- ラマス（英語版）（シュメール） - 宮殿などの入り口の両脇に1対置かれる。

### 関連人物
- 鐸木能光 - 狛犬研究家
- 小松美羽 - 狛犬をモチーフにする現代アーティスト

## 関連文献
- 川勝, 政太郎「石造狛犬の系列」『史迹と美術』第35巻第1号、史迹・美術同攷会、1965年1月1日、2-9頁、doi:10.11501/6067236、ISSN 0386-9393。(要登録)